# Microphor pilimanus
Microphor pilimanus är en tvåvingeart som först beskrevs av Gabriel Strobl 1899.  Microphor pilimanus ingår i släktet Microphor och familjen styltflugor. Inga underarter finns listade i Catalogue of Life.